# Skryje (Vysočina)
Skryje é uma comuna checa localizada na região de Vysočina, distrito de Havlíčkův Brod.